# August von Borries (General)
August Johann Karl von Borries (* 15. November 1816 in Eisleben; † 7. September 1899 in Homburg vor der Höhe) war ein preußischer General der Infanterie.

## Leben

### Herkunft
August war ein Sohn des Regierungssekretärs Ludwig von Borries (1774–1837) und dessen Ehefrau Auguste, geborene Fenkner (1785–1838). Der Politiker Eduard von Borries (1807–1872) war sein ältester Bruder.

### Militärkarriere
Borries besuchte das Domgymnasium Magdeburg und trat anschließend am 26. Juni 1833 als Musketier in das 26. Infanterie-Regiment der Preußischen Armee ein. Bis Ende September 1835 avancierte er zum Sekondeleutnant und absolvierte von Oktober 1838 bis September 1841 zur weiteren Ausbildung die Allgemeine Kriegsschule. In dieser Zeit war er von Juli bis September 1840 zur Festungsreserve-Artilleriekompanie nach Mainz abgestellt. Nach seiner Rückkehr in das Regiment wurde er 1842 für ein Jahr zur 7. Artillerie-Brigade und 1844 zum 10. Husaren-Regiment kommandiert.  Daran schloss sich 1846 Kommandierungen als Lehrer an der Divisionsschule der 7. Division und ab 1. Juni 1847 zur topographischen Abteilung des Großen Generalstabs an. Vom 8. Februar bis zum 13. Juni 1848 war Borries im Garde-Schützen-Bataillon und nahm während des Feldzuges gegen Dänemark an den Gefechten bei Schleswig und Fredericia teil. Anschließend wurde er in das I. Bataillon im 26. Landwehr-Regiment nach Stendal versetzt und 1849 bei der Niederschlagung der Badischen Revolution in den Gefechten bei Ubstadt, Durlach und Michelbach eingesetzt.
Vom 26. November 1850 bis zum 1. Februar 1851 war Borries als Generalstabsoffizier zum Prinzen von Preußen kommandiert. Bis Anfang Februar 1853 stieg er zum Hauptmann auf und war von Ende März 1854 bis Mitte Januar 1856 als Kompanieführer im 4. kombinierten Reserve-Bataillon tätig. Am 16. März 1858 erfolgte mit Patent vom 24. Januar 1851 seine Ernennung zum Kompaniechef im 25. Infanterie-Regiment. Unter Beförderung zum Major wurde er am 2. November 1858 in den Generalstab der 15. Division versetzt. Nach der Beförderung zum Oberstleutnant erfolgte am 7. April 1863 die Versetzung nach Mainz als Kommandeur des I. Bataillons im Westfälische Füsilier-Regiment Nr. 37. Am 21. Januar 1864 beauftragte man Borries zunächst mit der Wahrnehmung der Geschäfte als Abteilungschef im Großen Generalstab. In dieser Eigenschaft erhielt er den Sankt-Stanislaus-Orden II. Klasse mit Krone und wurde Mitte April zum Abteilungschef ernannt. Am 4. Januar 1866 kam er als Chef in den Generalstab des I. Armee-Korps, wo er am 8. Juni 1866 zum Oberst befördert wurde.
Während des Krieges gegen Österreich nahm Borries 1866 an den Kämpfen bei Trautenau, Tobitschau sowie Königgrätz teil und erhielt für sein Wirken den Kronen-Orden II. Klasse mit Schwertern. Nach dem Friedensschluss trat er in den Truppendienst zurück und wurde am 20. Juli 1867 zum Kommandeur des 3. Pommerschen Infanterie-Regiments Nr. 14 in Stettin ernannt. Unter Stellung à la suite des Regiments erfolgte bei der Mobilmachung anlässlich des Krieges gegen Frankreich am 14. Juli 1870 seine Ernennung zum Kommandeur der 13. Infanterie-Brigade und Mitte September 1870 die Beförderung zum Generalmajor. Nachdem Borries in der Schlacht bei Beaumont schwer verwundet wurde, war der Krieg für ihn beendet. Er erhielt das Eiserne Kreuz II. Klasse und konnte erst nach dem Frieden von Frankfurt sein Brigadekommando wieder übernehmen. Am 10. Februar 1874 wurde er zu den Offizieren von der Armee versetzt und zur Vertretung des Kommandeurs der 4. Division kommandiert. Am 4. April 1874 beauftragte man Borries mit der Führung dieser Division und ernannte ihn am 15. September 1874 zum Kommandeur. In dieser Stellung erfolgte vier Tage später seine Beförderung zum Generalleutnant. Unter Verleihung des Charakters als General der Infanterie wurde Borries am 15. September 1880 mit Pension zur Disposition gestellt. 
Nach seiner Verabschiedung würdigte ihn Kaiser Wilhelm II. am 22. März 1897 durch die Verleihung der Krone zum Roten Adlerorden I. Klasse mit Eichenlaub. Er starb am 7. September 1899 in Homburg vor der Höhe.
Der General Hann von Weyhern schrieb in seiner Beurteilung 1879 über ihn: „Der gute Zustand, in dem ich auch in diesem Jahre wiederum die 4. Division bezüglich ihrer Ausbildung stand, zeugt von der günstigen Einwirkung seitens des Divisionskommandeurs und tritt derselbe sehr sichtbar hervor. Mit der Anlage der größeren Übungen und deren Leitung konnte ich mich nur einverstanden erklären.“

### Familie
Borries heiratete am 14. November 1847 in Magdeburg Mathilde Bertog (1827–1880). Das Paar hatte mehrere Kinder:
- Margarethe (1848–1900) ⚭ 1875 Georg von Carlowitz (1845–1914), preußischer Oberst a. D.[1]
- Artur (1850–1885), preußischer Premierleutnant und Lehrer an der Kriegsschule in Metz ⚭ 1879 Margot von Teichman und Logischen (1860–1938)[2]
- Elisabeth (1852–1855)
- Godwin (1856–1889), preußischer Sekondeleutnant a. D.
- Editha (1859–1946)